# 김지영 (발레 무용수)
김지영(1978년 7월 26일 ~ )은 국립발레단에서 활동했던 대한민국의 발레 무용수이다.

## 소개
1997년에 바가노바발레학교를 졸업하고 국립발레단에 입단하였다.

## 수상
- 1998년 USA국제발레콩쿠르 동상
- 1998년 파리국제무용콩쿠르 듀엣 1위
- 1998년 한국발레협회상 신인상
- 1998년 대한민국 문화훈장 화관장 수훈
- 1999년 카잔국제발레콩쿠르 은상
- 2001년 한국발레협회상 프리마발레리나상
- 2007년 알렉산드라 라디우스상

## 작품
- 노틀담의 꼽추 ... 에스메랄다 역
- 신데렐라 ... 신데렐라 역
- 로미오와 줄리엣 ... 줄리엣 역
- 스파르타쿠스  ... 프리기아 역
- 백조의 호수 ... 오데뜨 · 오딜 역
- 호두까기 인형 ... 마리 역
- 지젤 ... 지젤 역
- 돈 키호테 ... 키트리 역
- 해적 ... 메도라 역